# Per Ljusteräng
Per Ljusteräng, född 13 mars 1968 i Säter, är en svensk ishockeytränare och före detta ishockeyspelare.
Ljusteräng spelade ishockey för Luleå HF och Rögle BK i Elitserien sammanlagt sex säsonger. Efter spelarkarriären har han varit tränare för Södertälje SK, Bodens IK, Borås HC och Tingsryds AIF i Hockeyallsvenskan och bland andra för Sunne IK, Kristianstads IK, Kallinge/Ronneby IF och Hudiksvalls HC i Hockeyettan. Under en säsong var han även huvudtränare för AIK:s J20-lag och säsongen därpå assisterande för A-laget när de spelade i Elitserien. Från den 16 januari 2023 är Ljusteräng huvudtränare för Bodens HF åtminstone säsongen ut.  Ljusteräng har blivit känd som frispråkig och kontroversiell.